# Gosselding (Pilsting)
Gosselding ist ein Gemeindeteil des Marktes Pilsting im niederbayerischen Landkreis Dingolfing-Landau.

## Lage
Das Dorf Gosselding liegt auf einer Höhe von 342 Metern am Rande des Tales der Isar, etwa vier Kilometer nordöstlich von Pilsting. In östlicher Richtung erstreckt sich der Gäuboden. Die benachbarten Orte des Dorfes sind im Uhrzeigersinn von Norden beginnend Haidenkofen, Haidlfing, Ganacker, Wirnsing, Parnkofen, Mögling und Trieching.

## Geschichte
Bis zur Gebietsreform in Bayern gehörte Gosselding zur Gemeinde Ganacker. Im Zuge der Umsetzung dieser Reform wurde das Dorf am 1. Januar 1972 mit dem größeren Teil der Gemeinde in den Markt Pilsting eingegliedert. Im Jahr 1987 hatte Gosselding 51 Einwohner.

## Sehenswürdigkeiten
- Die katholische Filialkirche St. Nikolaus ist ein romanisches Bauwerk mit Chorturm und einer vorgelagerten halbkreisförmigen Westvorhalle aus dem 13./14. Jahrhundert. Die Kirche wurde im 18. Jahrhundert barockisiert.

## Einwohnerentwicklung
- 1925: 00 87 Einwohner[4]
- 1950: 0 152 Einwohner[5]
- 1961: 00 88 Einwohner[3]
- 1970: 00 49 Einwohner[6]
- 1987: 00 51 Einwohner[1]